# Carolina de Brunsvique-Volfembutel
Carolina Amália Isabel de Brunsvique-Volfembutel (nome pessoal: Caroline Amalie Elisabeth von Braunschweig-Wolfenbüttel; Brunsvique, 17 de maio de 1768 — Londres, 7 de agosto de 1821) foi Rainha do Reino Unido da Grã-Bretanha e Irlanda e Rainha de Hanôver, como esposa do rei Jorge IV de 1820 até sua morte.
O seu pai era o governante de Brunsvique-Volfembutel, um estado na actual Alemanha, e a sua mãe, a princesa Augusta, era irmã do rei Jorge III do Reino Unido. Em 1794, ficou noiva do filho mais velho e herdeiro aparente de Jorge III, o príncipe Jorge de Gales, apesar de os dois nunca se terem conhecido e Jorge ser já casado (ilegalmente) com Maria Fitzherbert. Jorge e Carolina casaram-se no ano seguinte e, nove meses depois, a princesa deu à luz uma filha, a princesa Carlota de Gales.
Pouco depois do nascimento de Carlota, Jorge e Carolina separaram-se. Em 1806, os rumores de que Carolina tinha amantes e um filho ilegítimo levaram a uma investigação à sua vida privada. Os dignitários que levaram a cabo a investigação chegaram à conclusão  de que os rumores "não tinham fundamento", mas as visitas de Carolina à sua filha foram restringidas.
Em 1814, Carolina deixou a Inglaterra e mudou-se para Itália, onde empregou Bartolomeo Pergami como criado. Pergami tornou-se o companheiro mais chegado de Carolina pouco depois e muitos assumiram que os dois eram amantes. Em 1817, Carolina ficou devastada quando a sua filha Carlota morreu ao dar à luz. A princesa soube da notícia através de um carteiro que passava na região, uma vez que o seu marido se recusou a escrever-lhe para lhe dizer o que tinha acontecido. O príncipe estava determinado a divorciar-se de Carolina e organizou uma segunda investigação para recolher provas da sua infidelidade.
Em 1820, Jorge tornou-se rei do Reino Unido e de Hanôver e Carolina regressou à Grã-Bretanha para assumir a sua posição como rainha. Tornou-se líder de um movimento de reforma popular que se opunha a Jorge que era pouco popular. Tendo por base as provas recolhidas contra ela, Jorge tentou pedir o divórcio apresentado o projecto de lei das Dores e Penalidades, mas tanto o rei como o projecto eram tão pouco populares e Carolina tão amada pelas massas que o governo o retirou. No ano seguinte, em Julho de 1821, Carolina adoeceu depois de ser impedida de participar na coroação por ordem do marido. Morreu três semanas depois e o seu corpo foi sepultado na sua cidade natal de Brunsvique.

## Primeiros anos
Carolina nasceu em Brunsvique, na Alemanha, como a segunda filha do duque Carlos Guilherme Fernando de Brunsvique-Volfembutel e da Princesa Augusta Carlota de Gales, a irmã mais velha de Jorge III do Reino Unido.
John Stanley, depois Lord Stanley de Alderley, viu-a em 1781 e reparou que era uma menina atraente com cabelo loiro aos caracóis. Carolina compreendia inglês e francês, mas o seu pai admitiu que a sua educação não tinha sido das melhores. Segundo a sua mãe, a princesa Augusta, que era britânica, todas as princesas alemãs aprenderam a falar inglês na esperança de serem escolhidas para se casarem com o príncipe de Gales, filho mais velho de Jorge III e primo direito de Carolina.

## Noivado

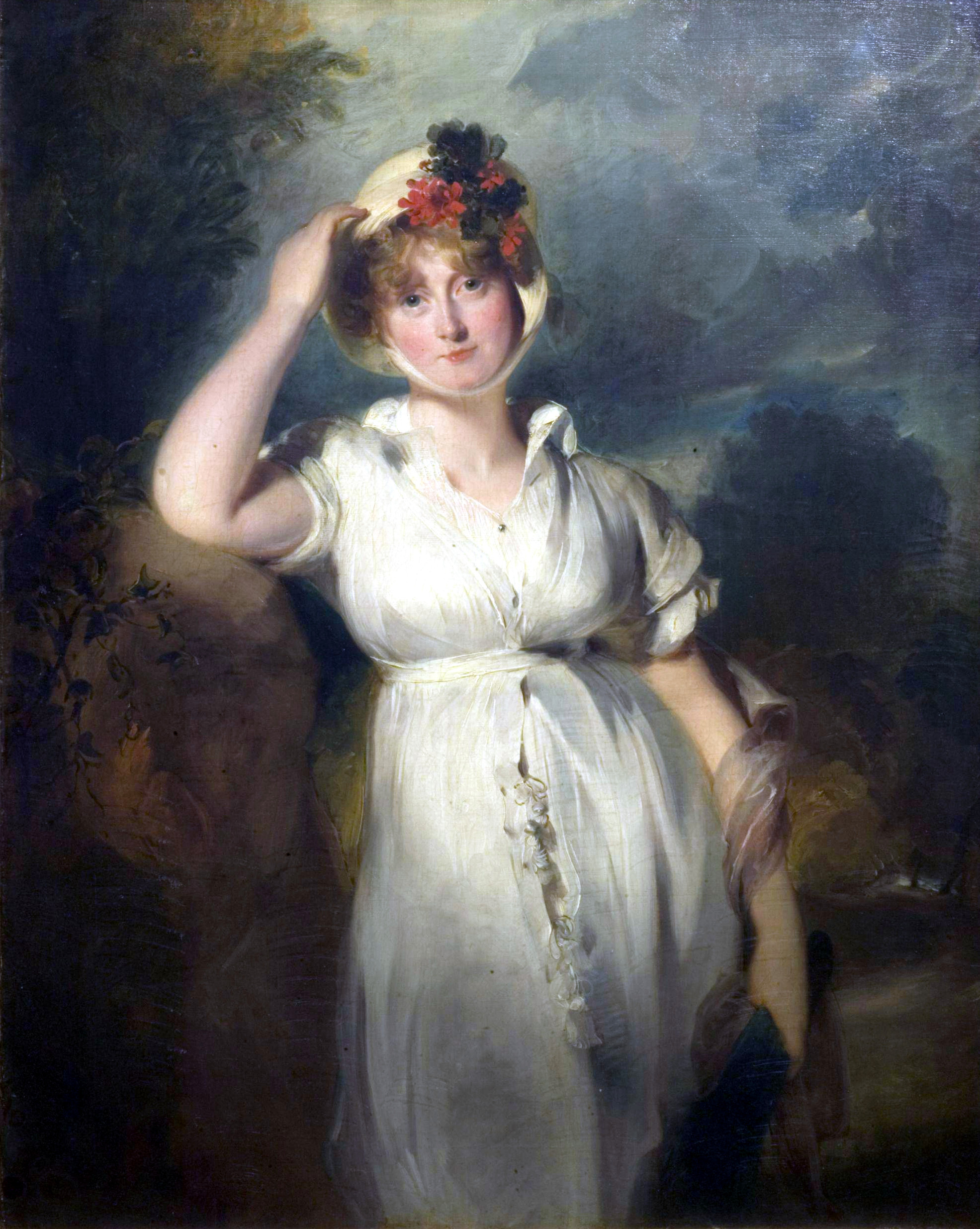
Princesa Carolina em 1798, por Thomas Lawrence. No Victoria and Albert Museum.

Em 1794, Carolina e o príncipe de Gales ficaram noivos. Os dois nunca se tinham conhecido e Jorge apenas aceitou casar-se com ela porque tinha muitas dividas e, se contraísse matrimónio com uma princesa aceitável, o Parlamento aumentaria o seu rendimento. Carolina parecia extremamente apropriada: era uma protestante de nascimento real e o casamento iria aliar Brunsvique à Grã-Bretanha. Apesar de Brunsvique ser um país pequeno, a Grã-Bretanha estava em guerra com a França revolucionário e desejosa de conseguir mais aliados na Europa continental. A 20 de novembro de 1794, Lord Malmesbury chegou a Brunsvique para escoltar Carolina para a sua nova vida na Grã-Bretanha. No seu diário, Malmesbury escreveu as suas reservas quanto ao facto de Carolina ser uma noiva adequada para o príncipe: tinha pouco senso comum, decoro e tacto, dizia o que pensava depressa demais, era indiscreta e muitas vezes não se lavava nem trocava as roupas sujas.  Também acrescentava que a princesa tinha "alguma moralidade natural, mas não aprendida e não tem qualquer noção inata do seu valor e necessidade." Apesar de tudo, Malmesbury ficou impressionado com a sua coragem. No dia de partida para Inglaterra, o grupo ouviu fogo de canhão uma vez que as linhas francesas estavam próximas. Enquanto a mãe de Carolina, que os acompanhava para a costa, ficou preocupada com a sua segurança, Carolina ficou imperturbável.
A 28 de março de 1795, Carolina e Malmesbury partiram de Cuxhaven a bordo do HMS Jupiter. Atrasados devido às más condições climatéricas, desembarcaram uma semana depois em Greenwich, no Domingo de Páscoa, dia 5 de abril. Aí, a futura princesa de Gales conheceu Frances Villiers, condessa de Jersey e amante de Jorge que tinha sido nomeada camareira de Carolina. Segundo Lord Holland, o duque de Wellington tinha afirmado que tinha sido Lady Jersey quem tinha escolhido a noiva de Jorge. Segundo Wellington, a amante do príncipe tinha escolhido uma mulher "de maneiras indelicadas, carácter indiferente e com uma aparência pouco convidativa, esperando que o nojo pela sua esposa assegurasse a constância de uma amante." 
Quando conheceu a sua futura esposa pela primeira vez, Jorge pediu um copo de brandy. Ficou evidentemente desiludido. De forma semelhante, Carolina disse a Malmesbury que "[o príncipe é] muito gordo e não parece minimamente bonito como no retracto." Durante o jantar, nessa noite, o príncipe ficou chocado com o facto de Carolina ser uma "tagarela" e as suas piadas à custa de Lady Jersey. Por seu lado, Carolina ficou perturbada e desiludida com o facto de Jorge preferir obviamente a companhia de Lady Jersey à sua.

## Casamento perturbado

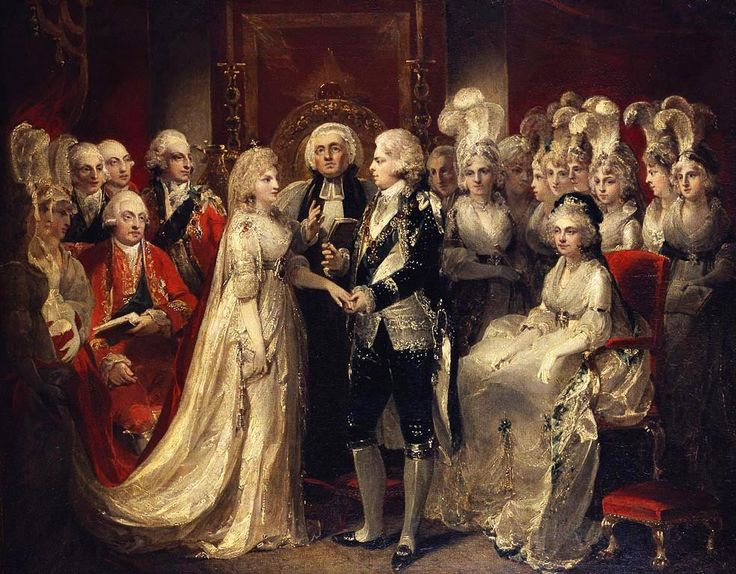
Casamento de Jorge, Príncipe de Gales e Carolina de Brunsvique.

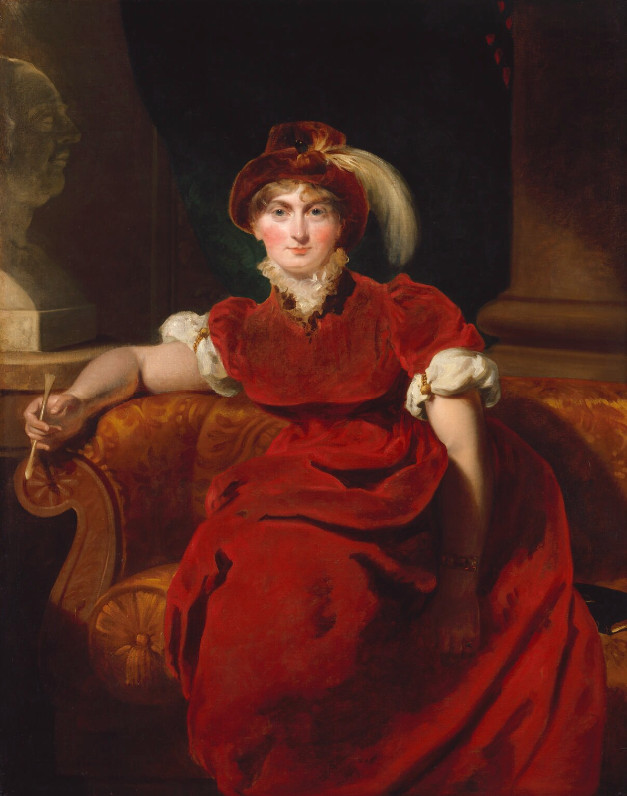
Carolina em 1804, por Thomas Lawrence. Na National Portrait Gallery.

Carolina e Jorge casaram-se a 8 de abril de 1795 na Capela Real do Palácio de St. James, em Londres. Durante a cerimónia, Jorge estava bêbado. O príncipe achava Carolina pouco atraente, pouco higiénica e contou a Malmesbury que suspeitava que ela já não era virgem quando os dois se casaram. Jorge, natural e obviamente, não o era. O príncipe já tinha sido casado em segredo com Maria Fitzherbert, contudo, esta união violava os termos de Decreto de Casamentos Reais de 1772 e, por isso, não tinha validade legal.
Numa carta dirigida a um amigo, o príncipe afirmava que o casal só tinha tido relações sexuais três vezes: duas vezes na noite de núpcias e uma vez na noite seguinte. Jorge escreveu: "não foi preciso pouco [esforço] para vencer a minha adversão e ultrapassar o nojo da sua pessoa." Carolina afirmou que Jorge estava tão bêbado que "passou grande parte da noite de núpcias debaixo da lareira, onde caiu e onde o deixei ficar".
Nove meses depois do casamento, Carolina deu à luz a princesa Carlota Augusta, a única filha legitima de Jorge, em Carlton House, a 7 de janeiro de 1796. Carlota ficou no segundo lugar da linha de sucessão ao trono britânico, depois do pai. Três dias depois do nascimento de Carlota, Jorge redigiu um novo testamento onde deixava toda a sua propriedade a "Maria Fitzherbert, a minha esposa", e apenas um cêntimo para Carolina.
Já corriam rumores sobre o casamento atribulado de Carolina e Jorge. Os jornais afirmavam que Lady Jersey abria, lia e partilhava o conteúdo das cartas privadas de Carolina. Carolina desprezava Lady Jersey e não podia visitar ninguém nem viajar sem a permissão de Jorge. A imprensa criticava Jorge por causa da sua extravagância e luxo numa altura de guerra e retratava Carolina como uma esposa injustiçada. Era aplaudida em público e foi elogiada pela sua "familiaridade triunfal" e natureza fácil e aberta. Jorge ficava consternado com a popularidade da esposa e a sua própria falta de popularidade e sentia-se preso num casamento sem amor com uma mulher que detestava. Queria a separação.
Em abril de 1796, Jorge escreveu a Carolina: "Infelizmente, fomos obrigados a reconhecer um ao outro que não conseguimos ser felizes na nossa união (...) Por isso, deixe-me implorar-lhe para que faça o melhor possível de uma situação infelizes para os dois." Em junho, Lady Jersey demitiu-se do seu posto. Jorge e Carolina já estavam a viver separados e, em agosto de 1797, Carolina mudou-se para uma residência privada: o Presbitério na Velha Reitoria em Charlton, Londres. Mais tarde, mudou-se para Montagu House em Blackheath. Uma vez que já não estava submissa ao marido, ou, segundo alguns rumores, aos seus votos matrimoniais, recebia quem queria. Seduzia inocentemente o almirante Sidney Smith e o capitão Thomas Manby e pode ter tido um caso com o político George Canning.
A sua filha Carlota foi colocada sob o cuidado de uma governante numa mansão perto de Montagu House durante o verão e Carolina visitava-a frequentemente. Parece que uma única filha não era suficiente para satisfazer os instintos maternos de Carolina e a princesa adoptou oito ou nove crianças pobres que tinham sido abandonadas por pessoas no distrito. Em 1802, adoptou um bebé com três meses de idade chamado William Austin e levou-o para sua casa. Em 1805, Carolina tinha-se zangado com os seus vizinhos, Sir John e Lady Douglas que afirmavam que Carolina lhes tinha enviado cartas obscenas e de assédio. Lady Douglas acusou Carolina de infidelidade e alegou que William Austin era filho ilegítimo da princesa.

### Investigação delicada

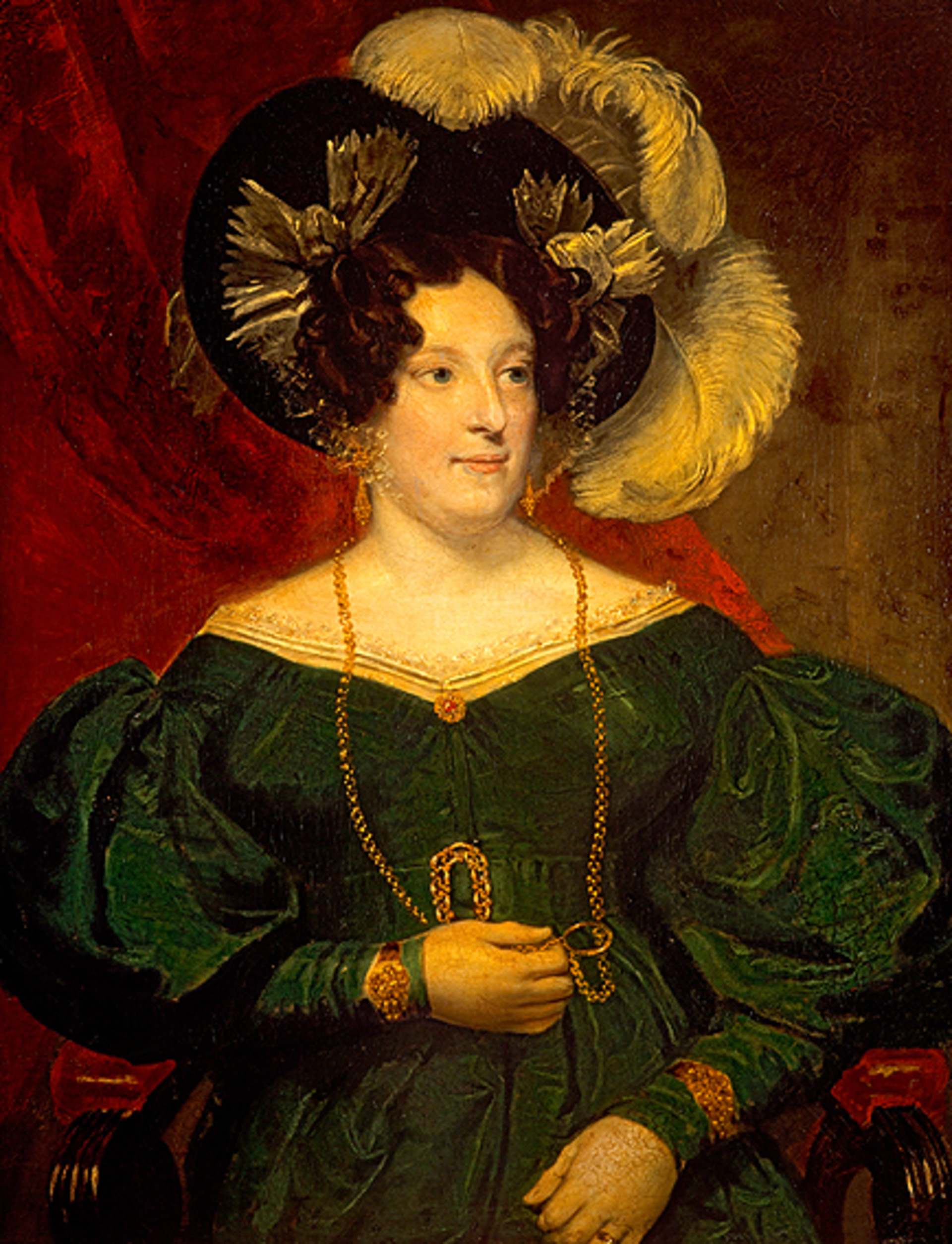
Carolina
Por Samuel Lane

Em 1806, foi criada uma comissão secreta conhecida como a "Investigação Delicada" para examinar as acusações de Lady Douglas. Nesta comissão participavam quatro das pessoas mais importantes do país: o primeiro-ministro do Reino Unido, Lord Grenville, o Lord Chancellor, Lord Erskine, o Lorde Chefe da Justiça de Inglaterra e País de Gales, Lord Ellenborough e o Secretário dos Assuntos Internos, Lord Spencer. Lady Douglas testemunhou que Carolina lhe tinha confessado em 1802 estar grávida e que Austin era seu filho. Alegou também que Carolina tinha falado mal da família real, lhe tinha tocado de uma maneira imprópria e sexual e que tinha admitido que qualquer mulher que tivesse um homem por amigo, certamente se tornaria sua amante. Além de Smith, Manby e Canning, o artista Thomas Lawrence e Henry Hood (filho de Lord Hood) foram referidos como possíveis amantes. Os criados de Carolina não podiam ou não queriam confirmar que estes três homens eram seus amantes ou que a sua senhora tivesse estado grávida e disseram que a criança tinha sido levada para a casa de Carolina pela sua mãe, Sophia Austen. Sophia foi chamada para depor perante os comissários e testemunhou que o filho era dela.
Os comissários decidiram que as alegações "não tinham fundamento", mas apesar de ser uma investigação supostamente secreta, foi impossível impedir que os rumores se espalhassem e a notícia da investigação chegou à imprensa. A conduta de Carolina com os seus amigos homens foi considerada imprópria, mas não existem provas directas de que a princesa tivesse feito mais do que uma sedução inocente. É possível que Carolina tivesse dito a Lady Douglas que estivesse grávida por um desejo maternal frustrado, ou tivesse sido apenas uma brincadeira boba que, infelizmente para ela, correu mal. Mais tarde nesse mesmo ano, Carolina recebeu mais más notícias quando o seu ducado natal, Brunsvique, foi conquistado pelos franceses e o seu pai foi morto na Batalha de Jena-Auerstadt. Sua mãe e o irmão, o duque Frederico Guilherme de Brunsvique-Volfembutel, fugiram para Inglaterra. Carolina tinha desejado regressar a Brunsvique e deixar a Grã-Bretanha, mas com grande parte da Europa ocupada pelos franceses, a princesa não tinha um lugar seguro para onde fugir.
Durante a Investigação Delicada, Carolina não teve permissão para ver a filha e depois as suas visitas foram limitadas a uma vez por semana e apenas na presença da sua própria mãe, a duquesa-viúva de Brunsvique. Estes encontros aconteciam em Blackheath ou numa sala do Palácio de Kensington destinada ao uso de Carolina.

### Isolamento social
Em finais de 1811, o rei Jorge III ficou permanentemente louco e o príncipe de Gales foi nomeado regente. Condicionou ainda mais o acesso de Carolina à princesa Carlota e a princesa começou a ficar cada vez mais isolada socialmente, uma vez que os membros da alta sociedade preferiam apoiar as festas extravagantes de Jorge em vez das de Carolina. Mudou a sua residência em Londres para Connaught House em Bayswater. Carolina precisava de um aliado poderosa para ajudá-la a opôr-se à cada vez melhor capacidade de Jorge de a impedir de ver a filha. Juntamente com Henry Brougham, um político liberar ambicioso favorável à reforma, Carolina deu início a uma campanha de propaganda contra Jorge. Jorge contra-atacou revelando o testemunho que Lady Douglas tinha prestado durante a "Investigação Delicada", o que Brougham repudiou, revelando os testemunhos dos criados e de Mrs. Austin. Carlota era mais favorável ao ponto de vista da mãe, tal como a maioria do público. Jane Austen escreveu sobre Carolina: "Pobre mulher, vou apoiá-la o mais que puder, por ser uma mulher e porque odeio o marido dela."
Em 1814, após a derrota de Napoleão, membros da nobreza de toda a Europa juntaram-se em Londres para celebrar, mas Carolina foi excluída. A relação de Jorge com a sua filha também se estava deteriorar uma vez que Carlota procurava obter mais liberdade das restrições do pai. A 12 de julho, informou Carlota que, a partir daí, não poderia deixar Cranbourne Lodge, em Windsor, que os seus criados seriam substituídos e que apenas poderia receber visitas da avó, a rainha Carlota, uma vez por semana. Horrorizada, Carlota fugiu para casa da mãe em Bayswater. Depois de uma noite cheia de ansiedades, Carlota foi convencida por Brougham a regressar a casa do pai, uma vez que, legalmente, a princesa poderia ser colocada ao cuidado do pai e havia o perigo de desordem pública contra Jorge, o que poderia prejudicar a posição de Carlota se ela continuasse a desobedecer-lhe.
Infeliz com a sua situação e tratamento na Grã-Bretanha, Carolina começou a negociar um acordo com o Secretário dos Assuntos Estrangeiros, Lord Castlereagh. Concordava em deixar o país em troca de um rendimento anual de £35.000. Tanto Brougham como Carlota ficaram destroçados com a decisão de Carolina, uma vez que ambos compreenderam que a ausência de Carolina iria fortalecer o poder de Jorge e enfraquecer o deles. A 8 de agosto de 1814, Carolina deixou a Grã-Bretanha.

## Exílio

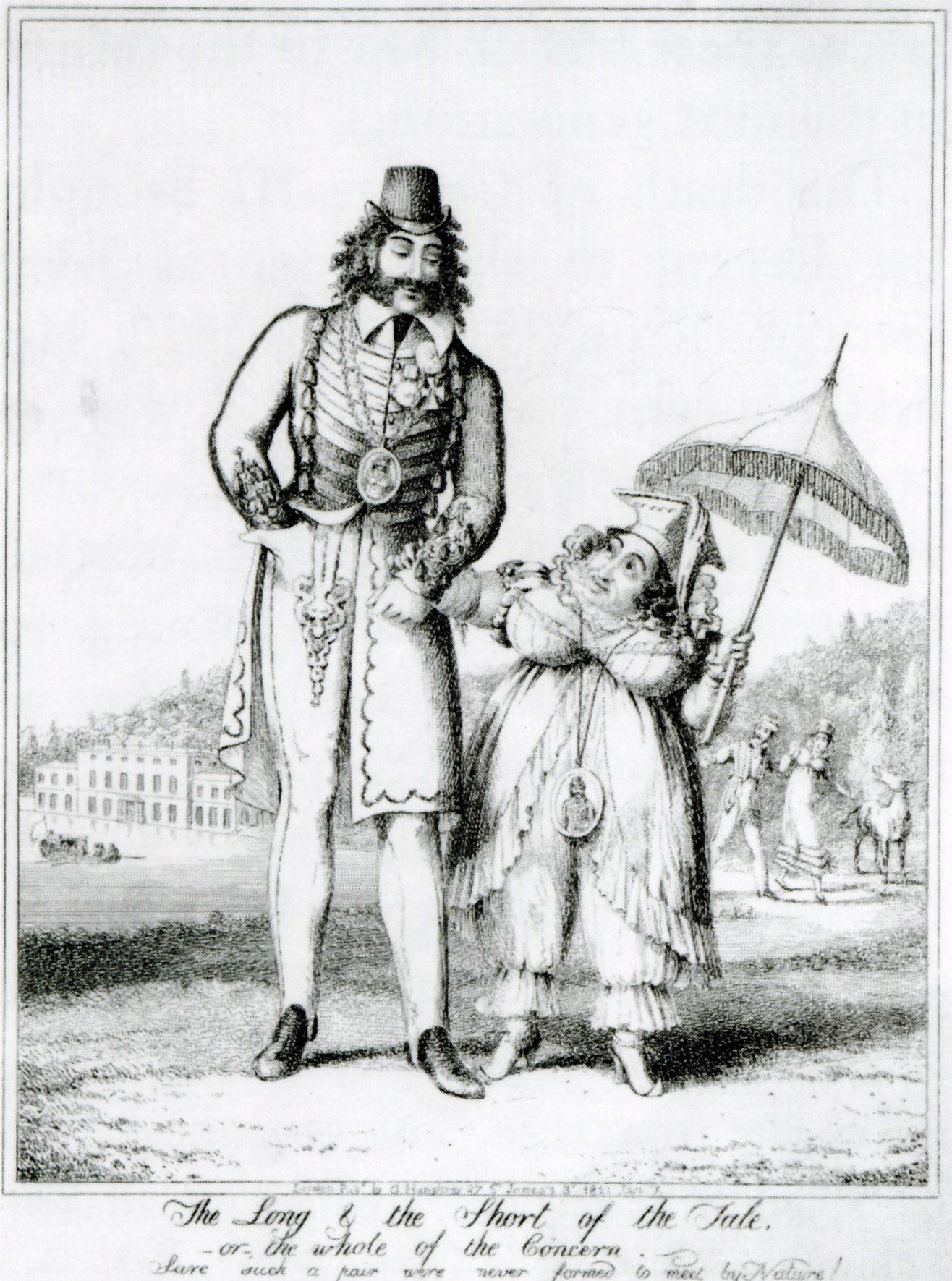
Caricatura de Carolina e do seu suposto amante, Bartolomeo Pergam
Por George Cruikshank, 1821

Depois de uma visita de duas semanas a Brunsvique, Carolina dirigiu-se para a Itália através da Suíça. Pelo caminho, possivelmente em Milão, contratou Bartolomeo Pergami como criado. Pouco depois, Pergami tornou-se o criado mais importante da rainha e conseguiu fazer com que a sua irmã, Angelica, condessa de Oldi, fosse nomeada dama-de-companhia de Carolina. Em meados de 1815, Carolina comprou uma casa, Villa d'Este, na margem do lago Como, apesar de as suas finanças estarem apertadas.
Em inícios de 1816, Carolina e Pergami partiram num cruzeiro pelo Mediterrâneo, visitando o antigo palácio de Napoleão Bonaparte em Elba e a Sicília, onde Pergami recebeu a Ordem de Malta e o título de barão.  Nesta altura, Carolina e Pergami comiam as suas refeições juntos abertamente e corria o rumor de que os dois eram amantes. Visitaram a Tunísia, Malta, Milos, Atenas, Corinto, Constantinopla e Nazaré. Carolina entrou em Jerusalém montada num burro escoltada por camelos. Pergami foi nomeado Cavaleiro da Ordem de Jerusalém. Em agosto, regressaram à Itália, fazendo uma paragem em Roma para visitar o Papa.
Nesta altura, os rumores sobre Carolina tinham-se espalhado por todo o lado. Lord Byron escreveu ao seu editor que Carolina e Pergami eram amantes, e o barão Friedrich Ompteda, um espião hanoveriano, subornou um dos criados de Carolina para que pudesse revistar o quarto da princesa à procura de provas de adultério. Não descobriu nenhuma. Em agosto de 1817, as dívidas de Carolina estavam a aumentar, por isso teve de vender Villa d'Este e mudou-se para Villa Caprile, uma residência mais pequena perto de Pesaro. A mãe, o irmão e a filha de Pergami, mas não a sua esposa, mudaram-se para a casa de Carolina.
No ano anterior, a filha de Carolina, a princesa Carlota, tinha-se casado com o príncipe Leopoldo de Saxe-Coburgo-Saalfeld e o futuro da monarquia britânica parecia brilhante. No entanto aconteceu uma tragédia: em novembro de 1817, Carlota morreu ao dar à luz o seu único filho, um bebé que nasceu morto. Geralmente, Carlota tinha sido muito popular junto do público e a sua morte foi um duro golpe para o país. Jorge recusou-se a escrever uma carta a Carolina para a informar do que tinha acontecido, deixando essa tarefa para o seu genro Leopoldo. No entanto, Leopoldo estava a sofrer profundamente por causa da morte da esposa e adiou a carta. No entanto, Jorge chegou a escrever ao papa sobre a tragédia e, por coincidência, o carteiro que levava a carta passou por Pesaro e foi assim que Carolina soube da notícia. Carolina tinha perdido a filha, mas também tinha perdido a oportunidade de voltar a ganhar uma posição importante caso a sua filha chegasse ao trono.
Jorge estava determinado a pressionar novamente a esposa para obter o divórcio e organizou uma comissão liderada pelo vice-chancellor John Leach para juntar provas sobre o adultério de Carolina. Leach enviou três comissários a Milão para interrogar os antigos criados de Carolina, incluindo Theodore Majocci e a criada de Carolina, Louise Demont. Em Londres, Brougham continuava a ser o agente de Carolina. Preocupado com o facto de a "comissão de Milão" poder vir a prejudicar Carolina, mandou o seu irmão James à villa de Carolina na esperança de verificar se Jorge tinha motivos para conseguir um divórcio. James escreveu ao seu irmão sobre Carolina e Pergami: "perante todas as aparências, são marido e mulher, nunca houve nada tão óbvio." A comissão de Milão estava a conseguir reunir cada vez mais provas e, em 1819, Carolina estava a ficar preocupada. Informou James Brougham que aceitaria o divórcio em troca de dinheiro. Contudo, nesta altura, o divórcio por consentimento mútuo era ilegal em Inglaterra. Apenas era possível obter o divórcio se um dos parceiros admitisse ou fosse considerado culpado de adultério. Carolina disse que era "impossível" para ela admitir tal coisa, por isso os Brougham aconselharam que apenas uma separação formal era possível. Uma vez que ambos queriam evitar publicidade, os Brougham e o governo discutiram um acordo no qual Carolina ficaria com um título menor, por exemplo, "duquesa de Cornwall" em vez de "princesa de Gales". À medida que as negociações proceguiam em finais de 1819, Carolina viajou para França, o que deu origem a especulações de que estaria a planear regressar a Inglaterra. Contudo, em Janeiro de 1820, a princesa tinha planos para regressar a Itália, mas depois, a 29 de Janeiro de 1820, o rei Jorge III morreu. O marido de Carolina tornou-se rei e, pelo menos nominalmente, ela tornara-se rainha do Reino Unido.

## Rainha consorte

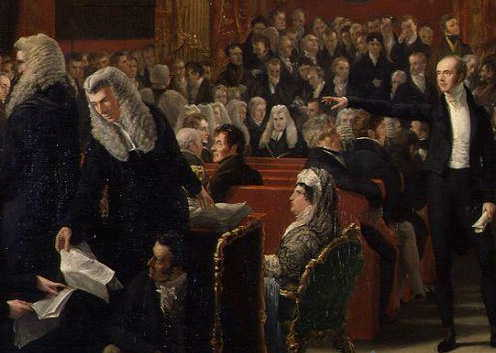
Detalhe da pintura O julgamento da rainha Carolina
Por George Hayte, 1820

Em vez de ser tratada como uma rainha, Carolina sentiu que a ascensão do seu marido tornou a sua posição ainda pior. Quando visitou Roma, o papa recusou conceder-lhe uma audiência e o ministro do papa, o cardeal Consalvi, insistiu que ela devia apenas ser tratada como duquesa de Brunsvique e não como rainha. Numa tentativa de estabelecer os seus direitos, Carolina fez planos para regressar a Inglaterra. O rei exigiu que os seus ministros se livrassem dela. Conseguiu convencê-los a retirar o nome dela da liturgia da Igreja de Inglaterra, mas não concordaram com o divórcio por temerem o efeito de um julgamento público. O governo era fraco e pouco popular e um julgamento indecente que iria revelar pormenores das vidas amorosas de Carolina e Jorge em separado tinha tudo para piorar ainda mais a sua posição. Em vez de correr o risco, o governo começou a negociar com Carolina e ofereceu-lhe um aumento de £50,000 no seu rendimento anual se a rainha permanecesse no estrangeiro.
Em inícios de junho, Carolina já tinha viajado para o norte e deixado Itália e estava em São Omer, perto de Calais. Seguindo o conselho do vereador Matthew Wood e de Lady Anne Hamilton (filha de Archibald Hamilton, 9.º Duque de Hamilton), rejeitou a oferta do governo. Despediu-se de Pergami e partiu para Inglaterra. Quando chegou a 5 de junho, rebentaram motins para apoiá-la. Carolina era uma figura admirada pelo crescente movimento radical que exigia reformas políticas e se opunha a Jorge, que tinha pouca popularidade. Apesar de tudo, Jorge continuava a desejar ardentemente um divórcio e, no dia seguinte, entregou as provas recolhidas pela comissão de Milão ao parlamento dentro de dois sacos verdes. A 15 de junho, os guardas do King's Mews começaram um motim. O motim foi controlado, mas o governo temia mais instabilidade. A análise aos sacos foi adiada enquanto o parlamento discutia a forma de investigação, mas, eventualmente, a 27 de junho, os sacos foram abertos e analisados em segredo por 15 nobres. Os nobres consideraram que o conteúdo dos sacos era escandaloso e, uma semana depois, depois de enviarem o seu relatório para o parlamento, o governo apresentou um projecto de lei intitulado "Projecto de Lei das Dores e Penalidades de 1820", para retirar o título de rainha-consorte a Carolina e dissolver o seu casamento. Dizia-se que Carolina tinha cometido adultério com um homem de origem humilde: Bartolomeo Pergami. Várias testemunhas, tais como Theodore Majocchi, foram chamadas durante a leitura do projecto que se tornou efectivamente no julgamento público da rainha. O julgamento causou grande sensação à medida que os pormenores da familiaridade de Carolina com Pergami eram revelados. As testemunhas revelaram que o casal tinha dormido no mesmo quarto, que se tinha beijado e que tinham estado juntos sem roupa. O projecto-de-lei foi aprovado na Câmara dos Lordes, mas não foi entregue na Câmara dos Comuns, uma vez que não havia grandes hipóteses de os Comuns o aprovarem. Junto dos amigos, Carolina brincou, dizendo que tinha realmente cometido adultério uma vez com o marido de Mrs. Fitzherbert, o rei. Mesmo durante o julgamento, a rainha continuou a ser muito popular, como demonstram as 800 petições com quase um milhão de assinaturas a favor da sua causa. Como figura do movimento da oposição que exigia reformas, muitos pronunciamentos revolucionarios foram feitos em seu nome.

## Morte

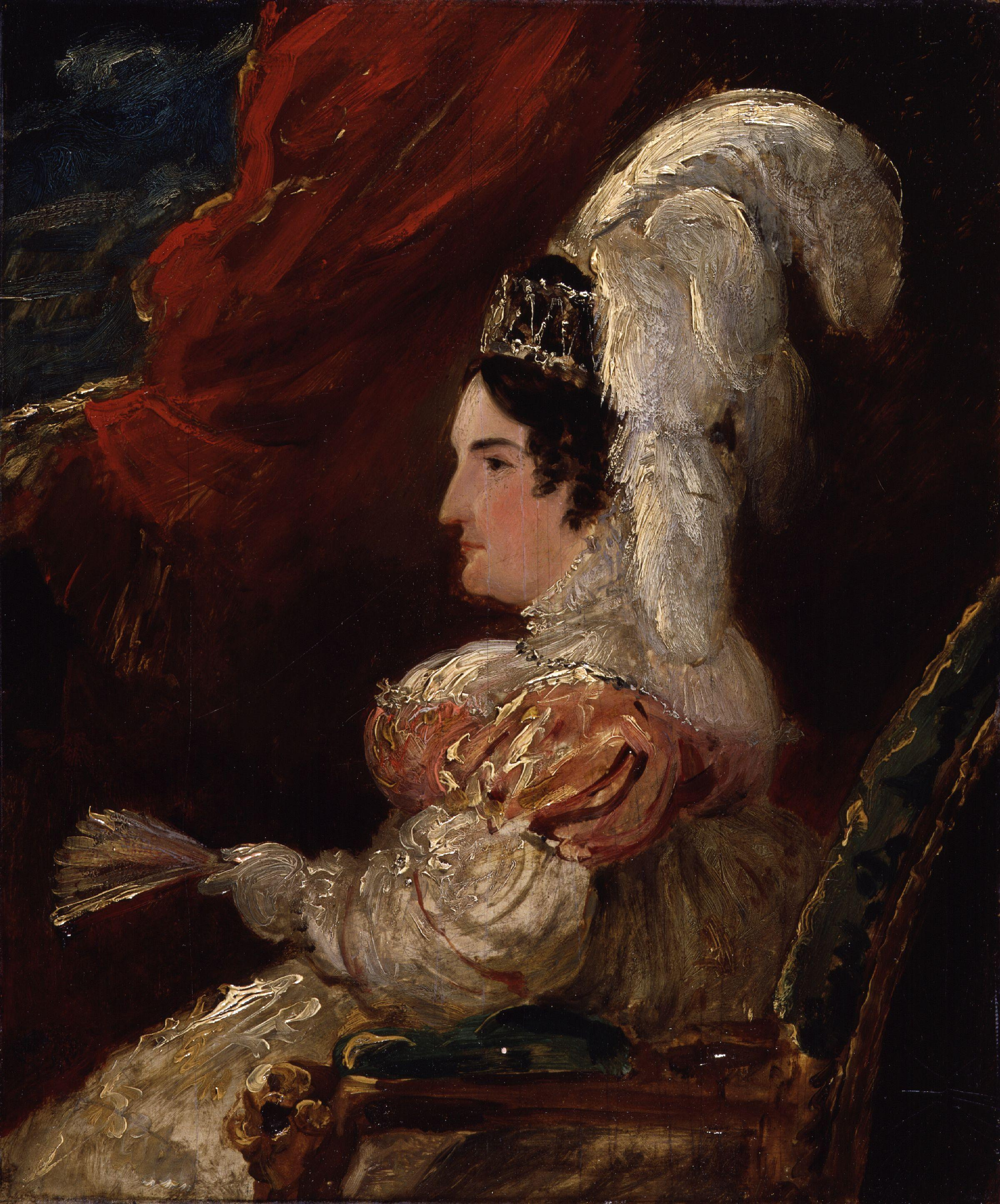
A rainha Carolina

Apesar de o rei fazer o melhor que podia para a prejudicar, Carolina continuou a ter grande popularidade entre as massas e não desistiu dos planos para estar presente na cerimónia de coroação a 19 de julho de 1821 como rainha. Lord Liverpool aconselhou Carolina a não ir às cerimónias, mas ela apareceu na mesma. Jorge deu ordens para que Carolina fosse afastada da coroação nas portas da Abadia de Westminster. Quando lhe foi recusada a entrada em ambas as portas para o Claustro Este e nas portas para o Claustro Ocidental, Carolina tentou entrar através do Westminster Hall, onde muitos convidados se estavam a juntar antes de o serviço começar. Uma testemunha descreveu o momento em que a rainha ficou na porta furiosa com baionetas encostadas ao queixo até o Deputy Lord Chamberlain mandar fechar-lhe as portas na cara. Depois, Carolina voltou a uma entrada perto de Poet's Corner onde se encontrou com Sir Robert Inglis, que tinha o cargo de "Gold Staff". Inglis convenceu a rainha a regressar à sua carruagem e ela foi-se embora. Carolina perdeu apoio devido à sua atitude durante a coroação; as multidões zombaram-na à medida que a carruagem se afastava, e até Brougham registou a sua aversão em relação ao seu comportamento pouco digno.
Nessa noite, Carolina adoeceu e tomou uma grande dose de leite de magnésia e algumas gotas de láudano. Nas três semanas que se seguiram, Carolina começou a sofrer cada vez mais dores à medida que o seu estado de saúde piorava. Apercebeu-se que estava a morrer e resolveu os seus assuntos. Os seus papéis, cartas, memórias e cadernos foram queimados. Escreveu um novo testamento e fez planos para o funeral: queria ser enterrada em Brunsvique numa sepultura com a inscrição "Aqui jaz Carolina, Rainha Injuriada de Inglaterra". Morreu em Brandenburg House às 22:25 do dia 7 de agosto de 1821, aos cinquenta e três anos de idade. Os seus médicos eram da opinião de que a causa de morte foi obstrução dos intestinos, mas é provável que sofresse de cancro, e na altura correram rumores de que a rainha poderia ter sido envenenada. Até aos seus últimos momentos de vida, Carolina foi vigiada por um homem chamado Stephen Lushington que ia reportando as suas observações ao apoiante leal do rei, o primeiro-ministro Lord Liverpool. A razão pela qual havia esta vigilância não é clara e a documentação que sobreviveu até aos dias de hoje é irregular. A causa exata da morte de Carolina permanece desconhecida.[carece de fontes?]
Temendo que o cortejo fúnebre em Londres resultasse em agitação pública, Lord Liverpool decidiu que o cortège da rainha devia evitar passar pela cidade, dirigindo-se em vez disso para norte a caminho de Harwich e Brunsvique. A multidão que acompanhava o corteja estava indignada e bloqueou o percurso planeado com barricadas para forçar um novo trajecto que passasse por Londres. A cena tornou-se rapidamente caótica; os soldados que faziam parte da guarda de honra abriram fogo e cavalgaram sobre a multidão com sabres em riste. A multidão atirou pedras e tijolos aos soldados. Dois membros do público foram mortos. Posteriormente, o Magistrado Chefe Metropolitano, Sir Robert Baker, ordenou que o trajecto oficial fosse abandonado e o cortège passou pela cidade. O resultado foi a demissão de Baker do seu cargo.
O trajecto final (que seguiu sob chuva forte) percorreu o seguinte caminho: Hammersmith, Kensington (bloqueado), Kensington Gore (bloqueado), Hyde Park, Park Lane (bloqueado), regresso Hyde Park one os soldados forçaram os portões, Cumberland Gate (bloqueado), Edgware Road, Tottenham Court Road, Drury Lane, Strand. Depois chegou a Harwich através de Romford, Chelmsford e Colchester.
O corpo foi colocado num navio a 16 de agosto e chegou a Brunsvique no dia 24. Carolina foi enterrada na Catedral de Brunsvique no dia 25.[carece de fontes?]

## Cultura popular
A história do casamento de Carolina com Jorge e a sua batalha para ser reconhecida como rainha-consorte foi a base do documentário da BBC docudrama "A Royal Scandal" de 1996, com Susan Lynch como Carolina e Richard E. Grant como Jorge IV. Carolina também é mencionada na terceira temporada da série de comédia "Blackadder" na qual o senhor E. Blackadder dispensa Carolina como potencial esposa de Jorge por esta ter "a pior personalidade da Alemanha" (alegadamente "contra uma concorrência muito forte"). A peça de rádio "The People's Princess" com Alex Jennings como Jorge IV e Rebecca Saire como Carolina, estabeleceu paralelos entre o casamento e divórcio de Carlos, príncipe de Gales e Diana, princesa de Gales. Carolina também é protagonista do romance de 1977 de Richard Condon "The Abandoned Woman".[carece de fontes?]

## Descendência

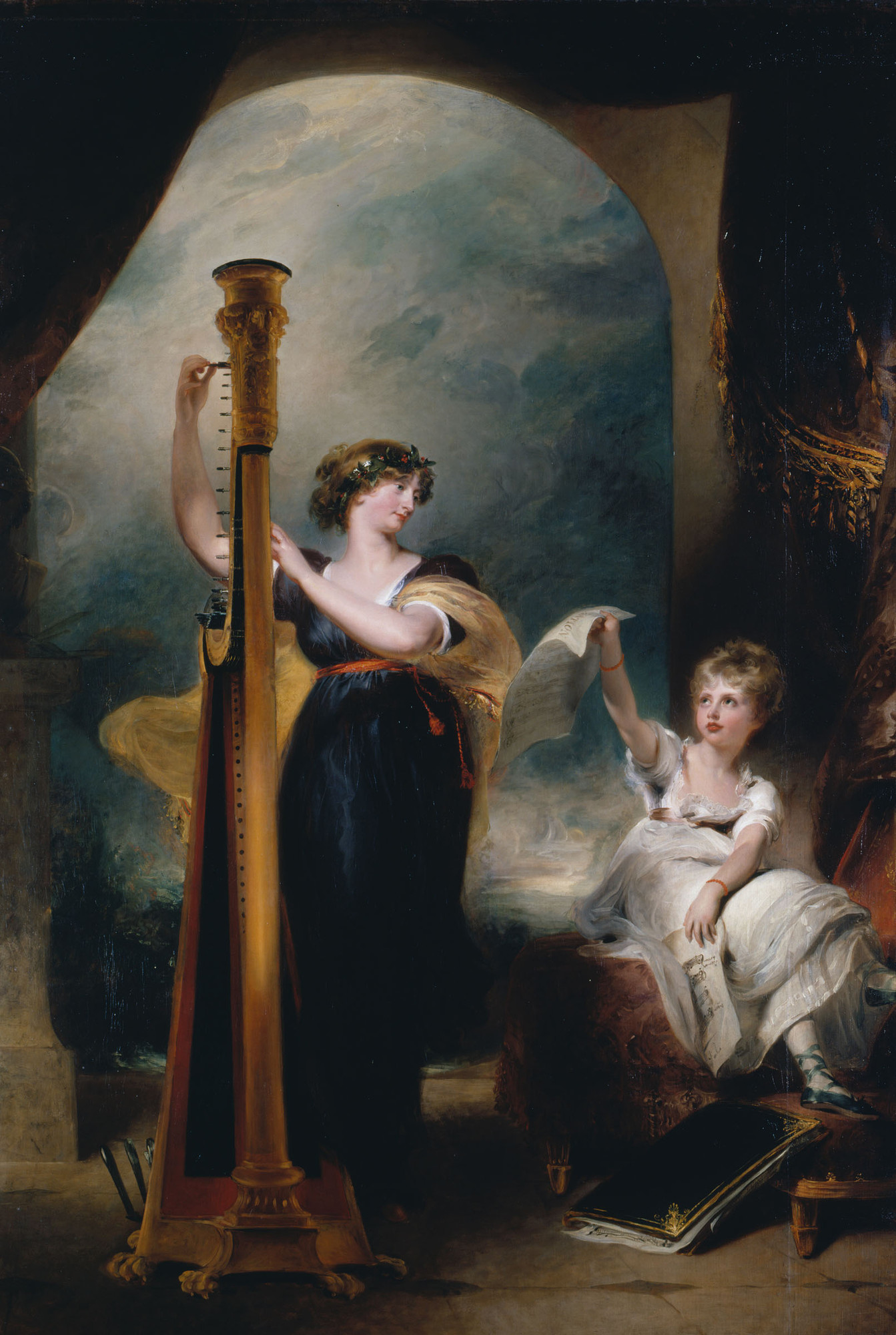
Carolina e Carlota, por Thomas Lawrence.

Jorge IV e Carolina tiveram uma filha:
| Imagem | Nome             | Nascimento           | Morte                 | Notas                                                             |
| ------ | ---------------- | -------------------- | --------------------- | ----------------------------------------------------------------- |
|        | Carlota de Gales | 7 de janeiro de 1796 | 6 de novembro de 1817 | Casou-se com Leopoldo de Saxe-Coburgo-Saalfeld, sem descendência. |

## Títulos, estilos e brasão

### Títulos e estilos
- 17 de maio de 1768 – 8 de abril de 1795: Sua Alteza Sereníssima, a Duquesa Carolina de Brunsvique-Volfembutel
- 8 de abril de 1795 – 29 de janeiro de 1820: "Sua Alteza Real, a Duquesa da Cornualha" [nota 1]
  - Na Escócia: Sua Alteza Real, a Duquesa de Rothesay
- 8 de abril de 1795 – 29 de janeiro de 1820: Sua Alteza Real, a Princesa de Gales
- 29 de janeiro de 1820 – 7 de agosto de 1821: Sua Majestade, a Rainha

### Brasão
| Brasão de Carolina como Rainha do Reino Unido |